# Liar's Dice
Liar's Dice é um filme de drama indiano de 2014 dirigido e escrito por Geetu Mohandas. Foi selecionado como representante da Índia à edição do Oscar 2015, organizada pela Academia de Artes e Ciências Cinematográficas.

## Elenco
- Nawazuddin Siddiqui - Nawazuddin
- Geetanjali Thapa - Kamala
- Manya Gupta - Manya
- Vikram Bhagra - Hotel Owner
- Murari Kumar - Hotel Boy